# 남아프리카 요리

남아프리카

남아프리카 요리(南Africa 料理)는 아프리카 요리의 한 갈래로, 남아프리카 지역의 요리들을 포함한다.

## 분류
남아프리카 요리에 속하는 요리는 다음과 같다.
- 나미비아 요리
- 남아프리카 공화국 요리
- 레소토 요리
- 보츠와나 요리
- 에스와티니 요리

## 같이 보기
- 동아프리카 요리
- 중앙아프리카 요리